# Cécile Bidault
Pour les articles homonymes, voir Bidault.
Cécile Bidault (née en 1993) est une artiste plasticienne, peintre et illustratrice française, notamment en littérature jeunesse.

## Biographie
Elle a suivi une formation à l'École Estienne, où elle a obtenu une MANAA, puis de 2012 à 2016 à l'école nationale supérieure des arts décoratifs (ENSAD), où elle a appris les techniques d'animation. Elle vit à Paris.

## Distinction
Elle a obtenu plusieurs prix, notamment :
- 2010 :
  - Festival d'Angoulême : Concours de la BD scolaire[4] ; graphisme : Espace Saint Jean à Melun
  - concours général d'Arts Plastiques - second accessit
- 2011 : 
  - concours de la BD scolaire d’Angoulême - prix graphisme[4]
  - concours général d'Arts Plastiques - second accessit
  - concours ECV - premier prix
- 2012 : concours de la BD scolaire d’Angoulême - prix graphisme[4],[5]
- 2013 : concours Jeune Talent d’Angoulême - finaliste
- 2015 : 
  - concours bande dessinée Crous-Cnous - premier prix
  - concours Libération – Apaj, catégorie dessin - premier prix

- 2018 : 
  - Festival d'Angoulême : nomination pour L'Écorce des choses (sélection Jeunesse)
  - Prix Artémisia, Prix Avenir pour L’Ecorce des Choses[6]

## Publications
Cécile Bidault a participé à plusieurs œuvres en tant qu’auteure ou illustratrice, dont :
- Kyym, le petit mammouth, Jean-Michel Chevry, illustrations de Cécile Bidault, Éd. du Bout de la rue, 2013
- L'écorce des choses[8],[9], Éd. Warum, 2017
- Les gens heureux lisent et boivent du café[10], roman graphique, d'après Agnès Martin-Lugand, adaptation et scénario de Véronique Grisseaux, dessiné par Cécile Bidault, Michel Lafon (2019)